# Pedro Luis García Pérez
Pedro Luis García Pérez (Cartagena, 23 de marzo de 1938-Salamanca, 2 de enero de 2025) fue un matemático y físico español, académico de número de la Real Academia de Ciencias Exactas, Físicas y Naturales. Fue presidente de la Real Sociedad Matemática Española.

## Biografía
En 1960 se licenció en Física en la Universidad Complutense de Madrid , y en 1967 se doctoró en Matemáticas por la Universidad de Barcelona. De 1961 a 1963 fue profesor en la Universidad de Carabobo (Venezuela) y de 1964 a 1968 lo fue en Barcelona. De 1969 a 1971 fue profesor asistente en la Universidad Complutense de Madrid hasta el año 1971 y asumió la cátedra de geometría y topología de la Universidad de Salamanca, cargo que ocupó hasta su jubilación en 2008. De 1987 a 1988 fue director del Departamento de Matemáticas, y a partir de 1990 hasta 1996, decano de la Facultad de Ciencias de esta universidad.
Investigó las relaciones entre la geometría diferencial y la física matemática e hizo contribuciones a la Teoría Clásica de los Campos, la geometría simpléctica, la geometría de la teoría de campo de gauge, el cálculo de variaciones de orden superior y a la teoría de invariantes diferenciadas.
De 1982 a 1988 fue presidente de la Real Sociedad Matemática Española. Durante su mandato promovió la Revista Matemática Iberoamericana y la participación de España en la Olimpiada Matemática Internacional en 1983. De 1984 a 1989 fue presidente de la Confederación española de Centros de Investigación de Matemáticas y Estadística del CSIC. De 1990 a 1996 fue miembro del Consejo Académico de la Academia de Policía de Ávila y del departamento de Aviación Civil de Salamanca, y en 2005 fue elegido académico de número de la Real Academia de Ciencias Exactas, Físicas y Naturales (de la que era correspondiente desde 1988), incorporándose en el año 2008, con el discurso "Sobre la naturaleza variacional de la ley física".

## Obras
- The Poincaré-Cartan invariant in the Calculus of Variations. (1974)
- Tangent structure of Yang-Mills equations and hodge theory (1980)
- Differential invariants on the bundles of g-structures (1989) con Jaime Muñoz Masqué